# Maxomys inas
Il ratto spinoso montano malese (Maxomys inas  Bonhote, 1906) è un roditore della famiglia dei Muridi, endemico della Penisola malese.

## Descrizione
Roditore di medie dimensioni, con lunghezza della testa e del corpo tra 124 e 162 mm, la lunghezza della coda tra 135 e 167 mm, la lunghezza del piede tra 30 e 33 mm, la lunghezza delle orecchie tra 18 e 22 mm e un peso fino a 105 g.
La pelliccia è corta e spinosa. Le parti superiori sono bruno-rossiccio, mentre le parti ventrali sono grigie con le punte dei peli castane. La coda è lunga quanto la testa ed il corpo, scura sopra e bianca sotto. Sono presenti solo 5 cuscinetti sulla pianta dei piedi. Le femmine hanno un paio di mammelle pettorali, un paio post-ascellari e due paia inguinali. Il cariotipo è 2n=42 FN=83-84

## Biologia

### Comportamento
È una specie terricola.

## Distribuzione e habitat
Questa specie è diffusa nelle zone montagnose della Penisola malese.
Vive in foreste montane sopra i 900 metri di altitudine.

## Conservazione
La IUCN Red List, considerato il vasto areale, in particolare in zone montagnose, classifica M.inas come specie a rischio minimo (Least Concern).